# Budynek Towarzystwa Filharmonii Charkowskiej
Budynek Towarzystwa Filharmonii Charkowskiej – budynek należący obecnie do Towarzystwa Filharmonii Charkowskiej zlokalizowany na Ukrainie, w centrum Charkowa, przy ul. Rymarskiej 21.
W 1858 otwarto w tej lokalizacji pierwsze kluby członkowskie zorganizowane na wzór klubów angielskich. Później został sprzedany Charkowskiemu Stowarzyszeniu Kupców, które otworzyło tutaj klub handlowy. Na początku lat 90. XIX wieku kupcy przekazali go Operze Charkowskiej, która funkcjonowała tu przez około 100 lat. Po przeniesieniu teatru operowego do nowego budynku stary został przekazany Towarzystwu Filharmonii Charkowskiej. Budynek o wyjątkowej akustyce jest narodowym zabytkiem architektury Ukrainy.